# Giftgasangriff auf Halabdscha
Koordinaten: 35° 11′ 0″ N, 45° 59′ 0″ O
Irakische Invasion (1980)

Entegham – Kaman 99 – Chorramschahr – Sultan 10 – Scorch Sword – Abadan – Kafka – Ashkan – Morwarid – Dezful
Pattsituation (1981)

Tavakol – Susangerd – H-3
Iranische Offensiven zur Befreiung iranischen Territoriums (1981–82)

Samen-ol-A'emeh – Tariq al-Qods – Fath ol-Mobin – Beit ol-Moqaddas – Rückeroberung Chorramschahrs
Iranische Offensiven im Irak (1982–84)

Ramadan/1. Basra – Moslem Ibn Aqil – Muharram ol-Harram – Morgenröte 1 – Morgenröte 2 – Morgenröte 3 – Morgenröte 4 – Morgenröte 5/2. Basra – Kheibar/3. Basra – Kurdenaufstand – Morgenröte 6 – Morgenröte 7 – Hawizeh-Marschland
Iranische Offensiven im Irak (1985–87)

Badr/4. Basra – Morgenröte 8 – 1. al-Faw – Morgenröte 9 – Karbala 1 – Karbala 2 – Karbala 3 – Fath 1 – Karbala 4/5. Basra – Karbala 5/6. Basra – Karbala 6 – Karbala 7 – Karbala 8/7. Basra – Karbala 9 – Karbala10 – Nasr 4
Letztes Kriegsjahr (1988)

Beit ol-Moqaddas 2 – Anfal – Halabdscha – Zafar 7 – Tawakalna ala Allah – 2. al-Faw – Shining Sun – 40 Sterne – Mersad
Tankerkrieg

Earnest Will – Prime Chance – Eager Glacier – Nimble Archer – Praying Mantis
Internationale Vorfälle

Stark – Iran-Air-Flug 655
Der Giftgasangriff auf Halabdscha war ein Angriff der Irakischen Luftwaffe auf die hauptsächlich von Kurden bewohnte irakische Stadt Halabdscha in der heutigen autonomen Region Kurdistan. Bei dem Angriff, der am 16. März 1988 gegen Ende des Ersten Golfkriegs stattfand, starben zwischen 3200 und 5000 Menschen.

## Hintergrund

### Chemiewaffenprogramm des Irak
Wie die UNMOVIC in ihrem Bericht von 2006 feststellte, hatte das Chemiewaffenprogramm des Irak bis zum Jahre 1991 insgesamt 3859 Tonnen chemischer Kampfstoffe produziert, von denen 3315 Tonnen aufmunitioniert wurden. Damit konnten 130.000 Sprengkörper hergestellt werden; bis 1988 wurden über 101.000 Sprengkörper (Fliegerbomben, Artilleriemunition und Raketensprengköpfe) verschossen. Saddam Hussein setzte chemische Kampfstoffe im Ersten Golfkrieg (1980–1988) nicht nur gegen den Iran ein, sondern auch gegen die im Nordirak lebenden Kurden, vor allem im Jahr 1988 während der sogenannten Anfal-Operation.
Schätzungen zufolge wurden rund 60 % des gesamten irakischen Giftgasarsenals in Anlagen produziert, die von Firmen aus Deutschland teilweise illegal geliefert und aufgebaut wurden. Deutsche Firmen lieferten zwischen Februar 1983 und März 1985 Anlagen zur Produktion von Giftgasen, die nach Angaben der Iraker im Jahr 1986 begann. Die Gesellschaft für bedrohte Völker warf schon vor dem Massaker in Halabdscha mehr als 40 deutschen und europäischen Firmen vor, für die mit Giftgas verübten Kriegsverbrechen des Irak mitverantwortlich zu sein, da sie sich am Aufbau der Giftgasanlagen, vor allem in Samarra, beteiligt hatten.

### Vorgeschichte des Angriffs
Halabdscha galt als wichtiges Zentrum des kurdischen Widerstands in den Autonomiebestrebungen gegen die Zentralregierung in Bagdad. Am 14. Mai 1987 kam es in Halabdscha zu Anti-Regierungs-Demonstrationen. Ali Hasan al-Madschid, damals Kommandeur für die nördlichen Regionen des Irak, ließ anschließend Zivilisten hinrichten, die bei den Demonstrationen verletzt wurden, und ordnete an, dass ihre Häuser mit Panzern und Bulldozern eingerissen werden sollten. Ferner gab es zahlreiche Verhaftungen, und mehr als 100 Personen „verschwanden“.
Seit April 1987 führte die irakische Luftwaffe Giftgasangriffe gegen Dörfer im kurdischen Bergland durch. Die Gesellschaft für bedrohte Völker (GfbV) informierte die deutschsprachigen Medien kontinuierlich darüber und berichtete schon vor dem Angriff auf Halabdscha insgesamt 87 Giftgasangriffe auf kurdische Dörfer.
Am 15. März 1988 eroberten kurdische Rebellen der Patriotischen Union Kurdistans zusammen mit regulären Einheiten der iranischen Armee in der Operation Morgenröte 10 (Valfajr 10) die irakische Stadt Halabdscha, die damals 70.000 Einwohner hatte.

## Der Angriff
Nach Angaben von Augenzeugen flogen am 16. März gegen 11.00 Uhr Kampfflugzeuge der irakischen Luftwaffe über die Stadt. Es sollen bis zu 20 Flugzeuge gewesen sein, darunter MiGs und Mirages. Danach sah man Rauchsäulen aufsteigen, erst weiß, dann schwarz und schließlich gelb. An dem Angriff war auch ein Hubschrauber beteiligt, dessen Besatzung vorbereitend Aufnahmen machte und später den Wind mit Hilfe von abgeworfenen Papierfetzen maß.
Die Art der eingesetzten Kampfstoffe wurde später mit Senfgas, Sarin, Tabun und einem Kampfstoff vermutlich auf Zyanidbasis beschrieben. Die genaue Zusammensetzung der benutzten Giftstoffe ist bis  heute unbekannt.
Ein überlebender Einwohner beschrieb das Geschehen rückblickend im Jahr 2008:

„Es war ein schöner Frühlingstag. Kurz vor 11 Uhr vormittags […] explodierten Artilleriegeschosse in Halabdscha, und Flugzeuge begannen Bomben auf die Stadt abzuwerfen, vor allem im Norden der Stadt. Wir rannten in unseren Keller. Um 2 Uhr nachmittags, als die Bombenabwürfe weniger wurden, ging ich vorsichtig vom Keller in die Küche und brachte meiner Familie etwas zu essen. Als die Bombardierung aufgehört hatte, […] hörte ich ein langes merkwürdiges Geräusch, das sich wie Bombenexplosionen anhörte. Ein Mann kam in unser Haus gerannt und rief: ‚Gas! Gas!‘ Wir rannten zu unserem Auto, stiegen ein und schlossen die Autofenster. Ich glaube, wir fuhren über die Leichen von unschuldigen Opfern. Ich sah Menschen auf dem Boden liegen, die eine grünliche Flüssigkeit erbrachen, während andere hysterisch wurden und laut zu lachen begannen, bevor sie reglos zu Boden fielen. Später nahm ich einen Geruch wahr, der mich an Äpfel erinnerte, und fiel in Ohnmacht. Als ich erwachte, lagen Hunderte von Leichen verstreut um mich herum. Danach nahm ich in einem Keller in der Nähe Zuflucht. Ein hässlicher Geruch war überall in dieser Gegend. Es roch zuerst nach verfaulendem Abfall, aber dann kam ein süßer Geruch ähnlich wie der Duft von Äpfeln. Dann roch es eher nach Eiern. […]
Wenn die Leute die Wörter ‚Gas‘ und ‚Gift‘ rufen und man hört, wie sich diese Rufe unter den Menschen ausbreiten, dann greift der Schrecken um sich, vor allem bei den Kindern und den Frauen. Deine Liebsten, deine Freunde, du siehst, wie sie gehen und dann wie Blätter zu Boden fallen. Es ist unbeschreiblich. Vögel fielen aus ihren Nestern. Dann andere Tiere, dann Menschen. Es war die totale Vernichtung. Wer gehen konnte, verließ die Stadt zu Fuß. Wer ein Auto hatte, fuhr damit fort. Aber wer zu viele Kinder hatte, um sie auf den Schultern zu tragen, blieb in der Stadt und fiel dem Gas zum Opfer.“

## Opfer

### Todesopfer

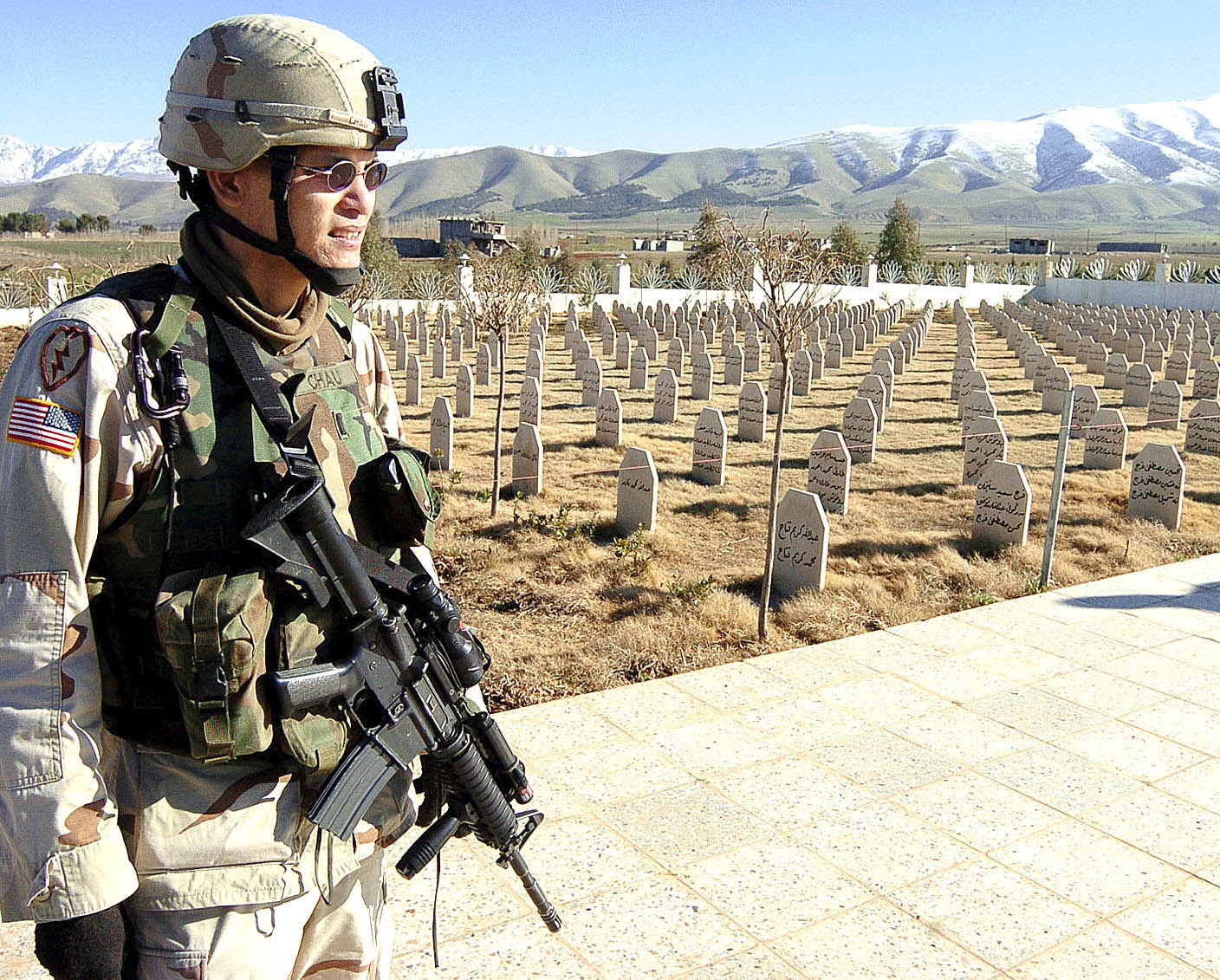
US-amerikanischer Soldat vor den Gräbern der Opfer

Infolge des Angriffs starben laut BBC 3200 bis 5000 Menschen. Laut Human Rights Watch liegt die Zahl der Todesopfer mit Sicherheit höher als 3200, da dies die Zahl der namentlich bekannten Todesopfer war, die bei systematischen Befragungen der Überlebenden ermittelt wurden. Die meisten Berichte greifen auf kurdische und iranische Quellen zurück und nennen Opferzahlen zwischen 4000 (so zum Beispiel Dilip Hiro) und 7000. Fast alle Opfer waren Zivilisten, laut einigen Berichten waren bis zu 75 % der Opfer Frauen und Kinder.
Einige Opfer starben schnell. Ein iranischer Fotojournalist beschrieb es so: „Das Leben hatte aufgehört wie in einem Film, der plötzlich bei einem Bild anhält.“ Er kam zum Beispiel in eine Küche und sah die Leiche einer Frau, die noch das Messer in der Hand hielt, mit dem sie eine Karotte kleingeschnitten hatte. Viele Opfer erstickten qualvoll. Ein türkischer Fotograf kam 24 Stunden nach dem Angriff nach Halabdscha und berichtete: „Keine Vögel, keine Tiere. Nichts Lebendiges war zu sehen. Die Straßen waren mit Leichen bedeckt. Ich sah Säuglinge, die in den Armen ihrer toten Mutter lagen. Ich sah Kinder, die im Todeskampf ihren Vater umarmt hatten.“
Einige konnten dem Tod entkommen, indem sie durch feuchte Tücher atmeten und in das bergige Gelände in der Umgebung flüchteten.

### Überlebende Opfer
Etwa 7000 bis 10.000 Menschen erlitten Verletzungen und teils dauerhafte Gesundheitsschäden. Das Senfgas verursachte Verbrennungen der Haut, an den Augen und in der Lunge. Außerdem kam es zu genetischen Schäden und damit zu einem Anstieg der Krebserkrankungen und der Missbildungen bei Neugeborenen. Weitere Schäden wurden durch die Nervengifte verursacht. Viele, die zunächst überlebt hatten, starben in den nächsten Jahren an schweren Krankheiten.
Nach 10 Jahren hatte sich die Zahl der Menschen mit Down-Syndrom verdoppelt und die Leukämierate verdreifacht. Eine noch stärkere Zunahme gab es bei Herzversagen und angeborenen Herzfehlern. Fehlgeburten traten mehr als 10fach häufiger auf als in einem benachbarten Gebiet, das nicht von dem Giftgasangriff betroffen war. Schäden an den Knochen führten zu körperlichen Behinderungen, manche Opfer konnten nicht mehr ohne Hilfsmittel gehen. Kinder von Müttern, die dem Angriff ausgesetzt waren, litten verstärkt unter Schäden und Missbildungen an den Zähnen und im Mundgewebe.
Auch 30 Jahre nach dem Giftgasangriff wurde aus Halabdscha berichtet, dass viele Opfer an den Spätfolgen litten, unter anderem an Hautkrebs, Augenkrankheiten, Atemproblemen, Unfruchtbarkeit, Missbildungen, Nervenschäden und psychischen Problemen. Der Leiter des örtlichen Gesundheitsamtes beklagte, dass es nach wie vor einen Mangel an Medikamenten und spezialisierten Ärzten etwa für die Augenkrankheiten gab.
Der Angriff hatte auch eine dauerhafte Verunreinigung des Bodens und Wassers sowie einen Verlust an der Flora im betroffenen Gebiet zur Folge. Viele Einwohner verließen Halabdscha dauerhaft.

## Reaktionen
Zu den ersten Fotografen, die das Geschehen dokumentierten, zählen der spätere Pulitzer-Preis-Träger Kaveh Golestan, der schon den Angriff der Kampfflugzeuge in einiger Entfernung miterlebte, und der türkische Fotograf Ramazan Öztürk. Iranische Behörden flogen am 21. März 1988 mit dem Hubschrauber westliche Journalisten nach Halabdscha, um die Weltöffentlichkeit zu informieren. Die Journalisten filmten und fotografierten. Teile des Videomaterials wurden in einem 35-minütigen Film über den Giftgasangriff verwendet, den Vertreter der Vereinten Nationen im Iran am 30. März Journalisten vorführten.
Direkt nach dem Bekanntwerden beschuldigte der Irak den Iran, für den Giftgasangriff verantwortlich zu sein. Auch die USA machten zunächst den Iran für den Giftgasangriff verantwortlich. Danach wurden von westlichen Analysten sowie den USA beide Kriegsparteien bezichtigt oder waren sich Jahre später noch unsicher.
Kurz nach dem Angriff scheiterte eine Verurteilung durch den UN-Sicherheitsrat am Veto der USA und den Enthaltungen Großbritanniens, Frankreichs, Australiens und Dänemarks. Erst am 9. September 1988 verurteilte die US-Regierung den Giftgasangriff auf Halabdscha als „abscheuliche und nicht zu rechtfertigende Tat“ des Irak an der kurdischen Bevölkerung.
Der vergleichbare Giftgasangriff auf Sardasht, eine iranische Stadt, der 9 Monate vor dem Angriff auf Halabdscha stattgefunden hatte, fand erst als Folge der Aufdeckung des Giftgasangriffs auf Halabdscha ein Medienecho. Weitere 40 Angriffe mit Giftgas auf kurdische Orte und Städte zwischen Februar und September 1988, wie nördlich von Sulaimaniyya (29. Februar 1988) sowie nahe Sardasht und Marivan (22. März 1988, 31 Tote, 450 Verletzte) fanden geringeres mediales Echo.

## Gerichtsurteile
Nach fünfjähriger Ermittlungsarbeit begann im April 1992 am Landgericht Darmstadt ein Prozess gegen zehn deutsche Manager, deren Firmen sich am Aufbau der irakischen Anlagen zur Giftgasproduktion beteiligt hatten. Gegen zwölf weitere Vertreter dieser Firmen war ein Verfahren eröffnet worden, ohne dass es zu einer Anklage kam. Von den zehn Angeklagten wurden nur drei verurteilt, und zwar zu weniger als zwei Jahren Freiheitsstrafe auf Bewährung. Der wesentliche Grund für die geringen Strafen war die Dual-Use-Problematik: Die irakischen Chemiewerke waren laut Gutachten für die Produktion von Pestiziden geeignet, so dass nicht eindeutig nachgewiesen werden konnte, dass die Absicht, Giftgase zu produzieren, allen Beteiligten klar gewesen sein musste. Drei der Angeklagten wurden freigesprochen. Die übrigen Verfahren wurden eingestellt, hauptsächlich wegen Verjährung.
Der Giftgasangriff auf Halabdscha war einer der Anklagepunkte im Prozess gegen Saddam Hussein, der im Oktober 2005 begann und im Dezember 2006 mit der Bestätigung des zuvor gefällten Todesurteils endete. Saddam Hussein wurde am 30. Dezember 2006 durch Hängen hingerichtet.
Im Dezember 2005 wurde der Niederländer Frans van Anraat von einem Gericht in Den Haag zu 15 Jahren Haft verurteilt, weil er tausende Tonnen Chemikalien zur Herstellung von Giftgas in den Irak geliefert hatte. Das niederländische Gericht stufte den Giftgasangriff auf Halabdscha als Völkermord und Kriegsverbrechen ein. Im Mai 2007 erhöhte das Berufungsgericht in Den Haag das Strafmaß auf 17 Jahre Haft.
Der ehemalige Verteidigungsminister des Irak, Sultan Hashem Ahmed al-Tai, sowie Sabir Abdul-Aziz al-Douri, ehemaliger Leiter des militärischen Nachrichtendienstes des Irak, wurden 2010 zu 15 Jahren Haft, der ehemalige Leiter des militärischen Nachrichtendienstes im Nordirak, Farhan Mutlaq al-Jubouri, zu 10 Jahren Haft verurteilt.
Gegen Ali Hasan al-Madschid, besser bekannt als „Chemie-Ali“, wurden insgesamt vier Todesurteile gesprochen, davon das letzte am 17. Januar 2010 wegen seiner Verantwortung für den Giftgasangriff auf Halabdscha. Das Urteil wurde durch ein ungewöhnliches Beweisstück gestützt. Auf einem Tonband, das 1991 im kurdischen Sulaimaniyya gefunden wurde, ist zu hören, wie al-Madschid mit Bezug zu Halabdscha sagte: „Ich werde sie alle mit chemischen Waffen umbringen. Wer soll etwas dagegen sagen? Die internationale Gemeinschaft? Ich scheiß auf die internationale Gemeinschaft, und die, die auf sie hören. Ich werde sie nicht bloß einen Tag lang mit dem Chemie-Zeug attackieren, ich werde 15 Tage lang damit fortfahren.“ Das Todesurteil wurde am 25. Januar 2010 durch Hängen vollstreckt.
Der Angriff auf Halabdscha wurde immer wieder als Beispiel dafür genannt, dass derartige Verbrechen vor einem internationalen Gericht verurteilt werden müssen. In diesem Sinne äußerte sich beispielsweise Hans-Peter Kaul als Richter am Internationalen Strafgerichtshof in Den Haag. Der Internationale Strafgerichtshof hat sich jedoch nicht mit dem Giftgasangriff auf Halabdscha befasst, weil er erst im Juli 2002 seine Arbeit aufnahm und er keine rückwirkenden Urteile sprechen darf. In einigen Medienberichten und Blog-Einträgen ist zu lesen, der Internationale Strafgerichtshof habe den Giftgasanschlag als Verbrechen gegen die Menschlichkeit eingestuft. Hierbei handelt es sich offenbar um eine Verwechslung mit dem Gericht in Den Haag, das den Niederländer Frans van Anraat wegen Beihilfe zu Kriegsverbrechen verurteilt hat.